# Ambthuiswal
De Ambthuiswal is een straat in het historische centrum van Bredevoort. Ze begint als zijweg van de Landstraat, passeert het kruispunt Gasthuisstraat/Pater Jan de Vriesstraat en eindigt aan de Hozenstraat.

## Geschiedenis
De Ambthuiswal heeft halverwege de straat een voet- en fietspad met de Pater Jan de Vriesstraat, die daarachter deels parallel loopt in de richting van de Slingebeek. Via de Ambtshof is er een verbinding met de Boterstraat. De straat dankt haar naam enerzijds aan het Ambtshuis dat hier stond, anderzijds liep deze walstraat parallel aan de stadsmuur en de stadswal op die hier evenwijdig liep, vanaf de Misterpoort naar een waltoren op het kruispunt waar deze straat overging in de Gasthuisstraat. Na ontmanteling van de vestingwerken van Bredevoort ontstond extra ruimte door het afgraven van bastion Stoltenborg en het dempen van de gracht.
Ambthuiswal · Ambtshof · Bastionstraat · Bleekwal · Boterstraat · Frederik Hendrikstraat · Ganzenmarkt · Gasthuisstraat · Hozenstraat · Izermanstraat · Kerkstraat · Kleine Gracht · Kloosterdijk · Koppelstraat · Kruittorenstraat · Landstraat · Markt · Muizenstraat · Officierstraat · Pater Jan de Vriesstraat ·  Prins Mauritsstraat · Prinsenstraat · Roelvinkstraat · Stadsbroek · Stationsweg · Vismarkt · 't Walletje · 't Zand